# ペリー・グローヴス
ペリー・グローヴス（Perry Groves, 1965年4月19日 - ）は、イギリス・ボー出身の元サッカー選手。主にアーセナルFCに所属した選手として知られている。ポジションは左ウイング。
彼の叔父であるヴィック・グローヴスも1955年から1964年の間アーセナルに所属した。

## 経歴

### 選手歴
コルチェスター・ユナイテッド
ペリー・グローヴスはロンドンのボーで生まれ、少年時代はイングランド東部サフォークにあるグレート・コナードのコナード・ダイナモズでプレイした。
1981年、彼は練習生としてコルチェスター・ユナイテッドと契約すると、一年後の1982年にはプロ契約を勝ち取る。そしてその後4シーズンで142試合に出場し、26ゴールをあげた。
アーセナル
1986年グローヴスはアーセナルに移籍すると、移籍初年度の1986-87シーズンにはリヴァプールとのフットボールリーグカップ(現カーリング・カップ)決勝戦において3人抜きを見せるなど、アーセナルのフットボールリーグカップ優勝に貢献する。
1987-88シーズン、彼はほとんどの試合に出場し、再度アーセナルのリーグカップ決勝進出に貢献した。エヴァートンとの準決勝ではアウェイでゴールを決める等活躍するが、決勝でルートン・タウンに敗れチームのリーグカップ2連覇はならなかった。
彼はこのシーズン46試合に出場したものの、その後はブライアン・マーウッドの加入により徐々に出場機会が減少し、アーセナルがリーグ優勝を果たした1988-89シーズンでは主にベンチスタートだった。
マーウッドの怪我によって1989-90シーズンは再度出場機会を得たものの、マーウッドの復帰により最終的には控えにまわることになる。彼にとって2度目のリーグ優勝となる1990-91シーズンにおいても状況は変わらず、アーセナルがディフェンシブなチームになっていくにつれ更に出場機会を減らすことになる。1991-92シーズンは13試合の出場に留まり、彼はサウサンプトンに移籍することになる。
サウサンプトン
1992年にサウサンプトンに移籍したグローヴスは2年間でわずか15試合の出場に留まり、アキレス腱の深刻な怪我により28歳でプロとしてのキャリアを終える決断をする。
ダゲナム・アンド・レッドブリッジ
グローヴスはキャリアを終える前にダゲナム・アンド・レッドブリッジで4試合に出場した。